# یواس‌اس ال‌اس‌تی-۳۵۳
یواس‌اس ال‌اس‌تی-۳۵۳ (به انگلیسی: USS LST-353) یک کشتی بود که طول آن ۳۲۸ فوت (۱۰۰ متر) بود. این کشتی در سال ۱۹۴۲ ساخته شد.